# P14エンフィールド
P14エンフィールド（P14 Enfield）または.303パターン1914小銃（Rifle, .303 Pattern 1914）とは、第一次世界大戦時に採用されていたイギリスの軍用小銃である。内蔵固定式5発弾倉を備えるボルトアクション式小銃で、主にアメリカの企業によって生産された。1947年に正式な退役宣言が成されるまで、狙撃銃や二線級装備として配備され続けていた。P13エンフィールドの後継装備として採用され、また改良を加えたものが後にM1917エンフィールドとしてアメリカ軍に採用されている。

## 歴史

### ボーア戦争とP13の開発
ボーア戦争の最中、イギリス軍は7x57mmモーゼル小銃(M1893及びM1895)による長射程かつ正確な狙撃に苦しめられていた。1910年、英国戦争省はこの戦訓の元にモーゼルの7x57mm弾と同等の高速強装弾として.276エンフィールド弾を採用する。この銃弾を使用するべく1913年に採用された新式小銃P13エンフィールド(P13 Enfield)は、改良されたモーゼル式ボルトアクション機構が取り入れた先進的な小銃であった。しかしドイツ帝国との緊張が高まる中、有事における補給の混乱を恐れた軍当局は新型銃弾を使用するP13の大量生産を見送った。

### P14の開発
第一次世界大戦が勃発した1914年、P13を従来の.303ブリティッシュ弾に適応させた上でいくつかの改良を加えたP14エンフィールド(P14 Enfield)が開発された。機関部上に設けられた「耳」(ears)と通称されるガードの付いた照門や「犬足」(dog-leg)と通称されたボルトハンドル、「太鼓腹」(pot-belly)と通称された弾倉部が外見上の特徴であった。機構は改良型モーゼル式ボルトアクションにリー・エンフィールド式ボルトアクションの特徴を加え、速射性を高めたものだった。これに取り入れられたコックオンクロージング方式などの特徴は、小銃兵の訓練において速射性を非常に重視しているイギリス陸軍からは高く評価されていたが、米軍やドイツ軍ではあまり評価されておらず、M1903やGew98に見られるようにコックオンオープニング方式が好まれた。コックオンオープニング方式はボルトハンドルを引く際、過熱した薬室から薬莢を引き出す為の力に加えて撃針バネの反発力が掛かる為、速射には不向きと見なされていた。P14は当時としては先進的な小銃であり、また第一次世界大戦において最も優れた軍用小銃であると呼ばれていた。P14は特徴的な照準器を備えており、1600ヤードまで調節可能なアパチャー・サイトと、機関部上の「耳」で保護される300ヤードのバトルセッティングを持っていた。またSMLEに類似した一斉射撃用の2600ヤード照準器を左側面に取り付ける事も出来たが、これらはほとんど使用されないまま、改良に合わせて除去された。ボルトはモーゼル・タイプのエキストラクターと2つのラグを備え、また機関部のボルトハンドルが収まる位置には後部安全ラグを備える。その操作はカム作用を利用してサポートされていた為、ボルトはモーゼルのM98ボルト機構よりも遥かに高速かつスムーズに動作した。特徴的な「犬足」ボルトハンドルも、低背かつ射手の手元に近い為に速射性を高める特徴の1つとなっていた。リー・エンフィールドと同様、安全レバーは左側面にあり、親指で操作する。強度と剛性を備え、また比較的重い銃身を備えていた事も精度を高めることに役立った。

### 二線級装備

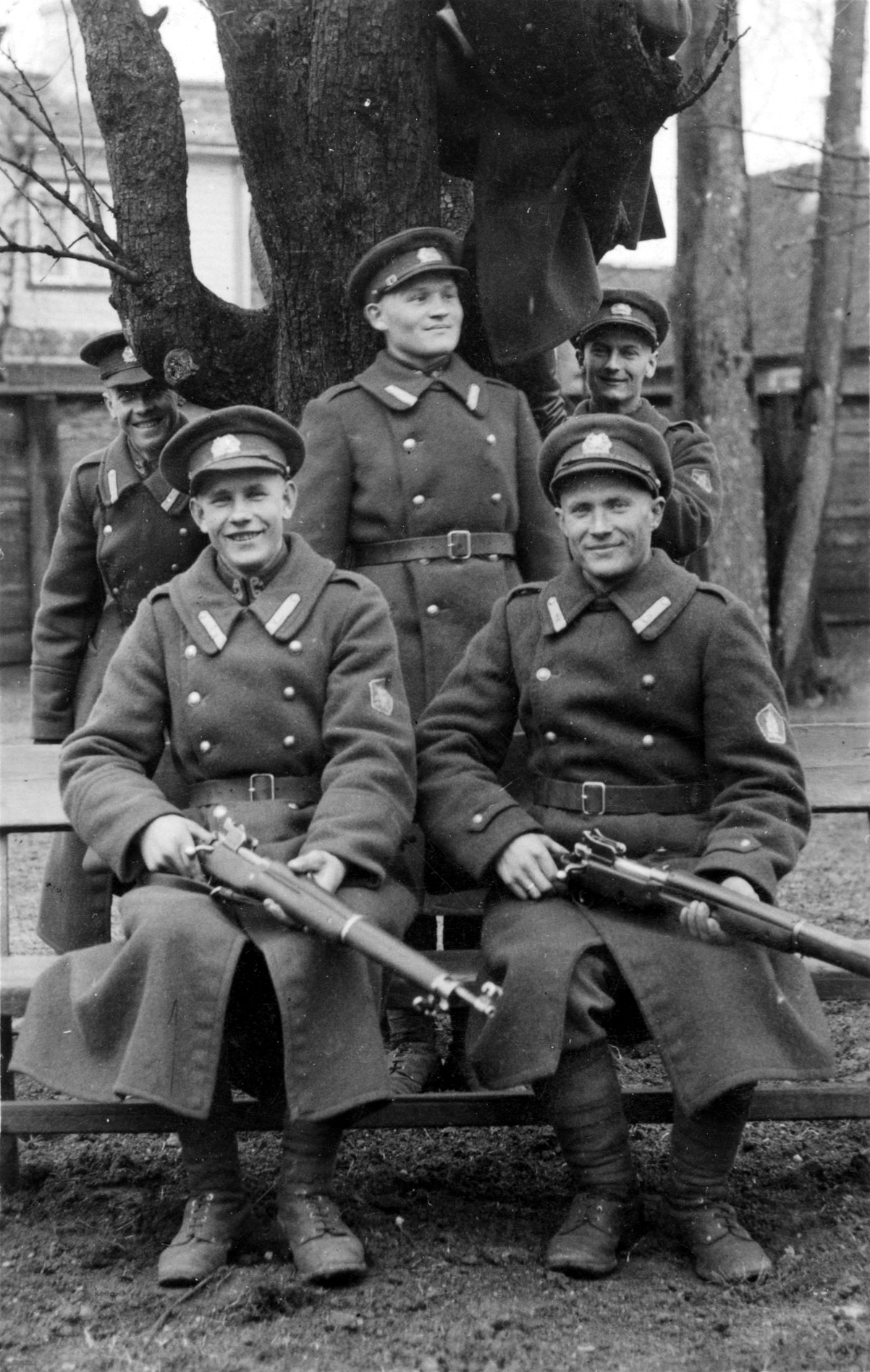
1939年あるいは1940年、P14小銃で武装するエストニアのサカラ・パルチザン大隊の兵士。

しかし主契約先のヴィッカース社での生産は滞り、P14は主力小銃として採用されたにもかかわらず事実上の補助装備と見なされることになる。したがって、第一次世界大戦勃発時の英国における主力小銃は依然としてリー・エンフィールドのSMLE小銃であった。SMLEと比較すると、P14は射撃精度と耐久性に優っていたが、一方で重量や弾倉容量の点では劣っていた。第一次世界大戦ではP13及びP14を生み出したボーア戦争とは異なり、射撃の精度よりも発砲数に基づく火力そのものが重視された為、弾倉容量は非常に致命的な問題とみなされた。

### アメリカでの生産とM1917エンフィールド
一方、小火器需要の高まりと予備生産能力の不足を背景に、英国政府主導でアメリカの軍需産業との製造契約も行われた。ウィンチェスター社、レミントン社、エディストン社(レミントンの子会社)などの企業が1917年の米国参戦までP14の生産を続けたのである。ところが各社とも独自の部品設計を加えた為、互換性に問題が生じ始めた。特にウィンチェスター社が新設計のMk I*への転換を渋り続けてこの問題を複雑化させたという。この為、制式名称にも各社の頭文字が取り入れられる事になった。例えばP14 MkI Wはウィンチェスター社製のP14であり、同様にレミントン製にはRが、エディストン製にはEの頭文字が付された。第二次世界大戦中、SMLEよりも精度に優れるP14は主に狙撃銃として使用された。これらの一部P14は標準的な照準器の他、微調整が可能な望遠照準器を備えていた。この望遠照準器は特に品質が優れていたとされるウィンチェスター社製のP14にのみ使用されたという。
1917年、米国が第一次世界大戦に参戦する。これに合わせて米国武器省ではP14を30-06弾仕様に改良したものをM1917エンフィールドとして採用した。米国内のP14を製造していた各工場はそのまま生産をM1917に転換し、これに合わせてP14の生産は打ち切られている。M1917エンフィールドはM1903小銃の不足を補うべく大量に生産された。

### 第二次世界大戦から退役まで
第二次世界大戦直前、イギリス軍はMk II、または「ウィートン修理標準型」(Weedon repair standard)の通称で知られるP14の改良型を二線級装備として採用した。これはホーム・ガードなどに配備された。またアメリカはレンドリース法の元で大量のM1917エンフィールドを英国に貸与しているが、これら英国向けのM1917エンフィールドはP14と口径が異なる事を示す為、銃床に2インチ幅の赤いラインが引かれていた。オーストラリア陸軍でも狙撃仕様のP14が使用されていた。英国における正式な退役は1947年に宣言されている。
余剰となったP14は、イギリス連邦各国で狩猟及び競技用のライフルとして放出された。

## 使用国

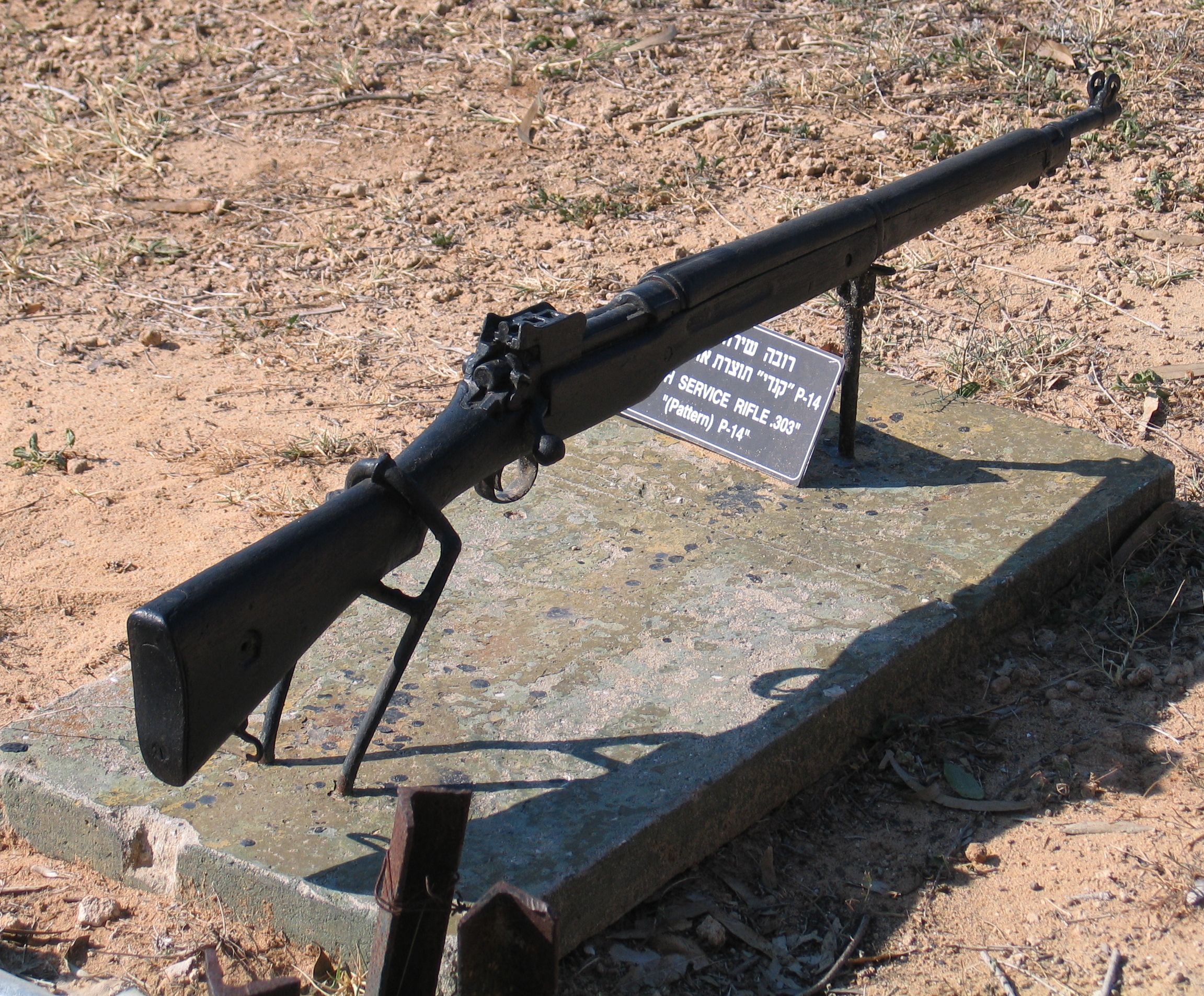
イスラエルのヤド・モルデハイに展示されるP14

- イギリス
- エストニア
- アイルランド
- イスラエル
- ルクセンブルク
- ノルウェー
- フィリピン
- ポーランド